# Dean Stoneman
Dean Stoneman (Croydon, Londres, Inglaterra, Reino Unido; 24 de julio de 1990) es un piloto de automovilismo británico.

## Carrera
Como la mayoría de pilotos, Stoneman comenzó su carrera en el karting. Hizo sus primeros pasos en monoplazas en 2006, cuando compitió en las rondas de selección de la Fórmula Renault BARC. Compitió en la serie toda la temporada en 2007, terminando en segunda posición por detrás de Hywel Lloyd. También terminó sexto en la Fórmula Renault 2.0 Series Invernales del Reino Unido.
Stoneman se trasladó a la serie principal de Fórmula Renault 2.0 en el Reino Unido en 2008 y se llevó tres victorias en su camino a la cuarta posición en la clasificación. También fue nominado para el Premio McLaren Autosport BRDC. Stoneman terminó cuarto en la clasificación de nuevo en 2009, esta vez con una sola victoria.
Stoneman ganó el Campeonato FIA de Fórmula 2 en 2010, asegurando un test de prueba con el equipo Williams F1 al final de la temporada. En 2011 Stoneman planeaba unirse a las World Series by Renault, pilotando en ISR Racing pero tuvo que decir adiós a su temporada cuando en enero del 2011 se le diagnosticó un cáncer testicular.
En 2012 compitió en carreras de lancha, ganando el título en la categoría P1 Superstock en su país. Volvió al automovilismo en 2013 para disputar la Copa Porsche Carrera Reino Unido después de recuperarse de su enfermedad, ganando dos carreras en su debut además de lograr la pole. Luego, Stoneman retornó a las carreras de monoplazas, conduciendo para Koiranen GP en las últimas dos carreras de la temporada 2013 de la GP3 Series.
Stoneman se convirtió en piloto regular en 2014 de la GP3 Series para Marussia Manor Racing. Stoneman manejó para Manor en las primeras catorce fechas. Después del cierre de Manor faltando cuatro rondas por terminar, Stoneman consiguió asiento en Koiranen GP replazando a Carmen Jordá. Con un total de cinco triunfos, Stoneman concluyó subcampeón por detrás de Alex Lynn.
En 2015, Stoneman pasó a la Fórmula Renault 3.5 Series con el equipo DAMS teniendo el apoyo de Red Bull. Stoneman finalizó sexto en la tabla general. Además compitió en las últimas seis carreras de la GP2 Series con Carlin, puntuando en una.
Stoneman decidió cambiar de aires en 2016, participando de la Indy Lights en los Estados Unidos para Andretti Autosport.

## Resumen de carrera
| Temporada | Categoría                                          | Equipo                | Carreras | Victorias | Poles | VR | Podios | Puntos | Pos. |
| --------- | -------------------------------------------------- | --------------------- | -------- | --------- | ----- | -- | ------ | ------ | ---- |
| 2006      | Fórmula Renault BARC                               | Alpine Motorsport     | 3        | 0         | 0     | 0  | 0      | 0      | 26.º |
| 2006      | Fórmula Renault 2.0 UK Series invernales           | Alpine Motorsport     | 4        | 0         | 0     | 0  | 0      | 19     | 19.º |
| 2007      | Fórmula Renault BARC                               | Alpine Motorsport     | 12       | 3         | 3     | 2  | 9      | 131    | 2.º  |
| 2007      | Fórmula Renault 2.0 UK Series invernales           | Alpine Motorsport     | 4        | 0         | 0     | 0  | 2      | 74     | 6.º  |
| 2008      | Fórmula Renault 2.0 UK                             | Alpine Motorsport     | 20       | 3         | 3     | 1  | 9      | 398    | 4.º  |
| 2008      | Fórmula Renault 2.0 UK Series invernales           | Alpine Motorsport     | 4        | 1         | 0     | 0  | 2      | 73     | 3.º  |
| 2008      | Fórmula Renault 2.0 UK - Copa de Graduación        | Alpine Motorsport     | 1        | 1         | 1     | 1  | 1      | n/a    | 1.º  |
| 2009      | Fórmula Renault 2.0 UK                             | Alpine Motorsport     | 20       | 1         | 1     | 0  | 8      | 418    | 4.º  |
| 2010      | Campeonato de Fórmula Dos de la FIA                | Motorsport Vision     | 18       | 6         | 6     | 4  | 13     | 284    | 1.º  |
| 2010      | Fórmula Renault 3.5 Series                         | Junior Lotus Racing   | 2        | 0         | 0     | 0  | 0      | 0      | 26.º |
| 2013      | Porsche Carrera Cup GB                             | Redline Racing        | 18       | 5         | 2     | 4  | 10     | 231    | 5.º  |
| 2013      | GP3 Series                                         | Koiranen GP           | 2        | 0         | 0     | 0  | 1      | 20     | 16.º |
| 2014      | GP3 Series                                         | Marussia Manor Racing | 14       | 3         | 0     | 1  | 3      | 163    | 2.º  |
| 2014      | GP3 Series                                         | Koiranen GP           | 4        | 2         | 1     | 1  | 3      | 163    | 2.º  |
| 2015      | Fórmula Renault 3.5 Series                         | DAMS                  | 17       | 0         | 0     | 0  | 4      | 130    | 6.º  |
| 2015      | GP2 Series                                         | Carlin                | 6        | 0         | 0     | 0  | 0      | 1      | 24.º |
| 2016      | Indy Lights                                        | Andretti Autosport    | 18       | 2         | 0     | 2  | 7      | 316    | 5.º  |
| 2017      | Blancpain GT Series Endurance Cup                  | Strakka Racing        | 3        | 0         | 0     | 0  | 0      | 0      | NC   |
| 2018-19   | Campeonato Mundial de Resistencia de la FIA - LMP1 | CEFC TRSM Racing      | 0        | 0         | 0     | 0  | 0      | 0      | NC   |
| 2019      | Blancpain GT Series Endurance Cup                  | Ombra Racing          | 4        | 0         | 0     | 0  | 0      | 0      | NC   |
| 2019      | Blancpain GT Series Endurance Cup - Silver Cup     | Ombra Racing          | 4        | 0         | 0     | 0  | 0      | 20     | 18.º |
| 2020      | Lamborghini Super Trofeo Europe                    | Bonaldi Motorsport    | 10       | 4         | 3     | 3  | 6      | 100.5  | 1.º  |
| Fuente:   |                                                    |                       |          |           |       |    |        |        |      |

## Resultados

### Campeonato de Fórmula Dos de la FIA
(Clave) (negrita indica pole position) (cursiva indica vuelta rápida)

| Año  | N.º | 1       | 2         | 3     | 4     | 5       | 6       | 7     | 8       | 9        | 10      | 11    | 12       | 13      | 14    | 15    | 16      | 17      | 18      | Pos. | Puntos |
| ---- | --- | ------- | --------- | ----- | ----- | ------- | ------- | ----- | ------- | -------- | ------- | ----- | -------- | ------- | ----- | ----- | ------- | ------- | ------- | ---- | ------ |
| 2010 | 48  | SIL 1 2 | SIL 2 Ret | MAR 1 | MAR 2 | MNZ 1 2 | MNZ 2 4 | ZOL 1 | ZOL 2 3 | ALG 1 11 | ALG 2 1 | BRH 1 | BRH 2 12 | BRN 1 2 | BRN 2 | OSC 1 | OSC 2 1 | VAL 1 9 | VAL 2 3 | 1.º  | 284    |

### GP3 Series
(Clave) (negrita indica pole position) (cursiva indica vuelta rápida puntuable)

| Año  | Escudería             | 1   | 1   | 2   | 2   | 3   | 3   | 4   | 4   | 5   | 5   | 6   | 6   | 7   | 7   | 8   | 8   | 9   | 9   | Pos. | Puntos | Ref.  |
| ---- | --------------------- | --- | --- | --- | --- | --- | --- | --- | --- | --- | --- | --- | --- | --- | --- | --- | --- | --- | --- | ---- | ------ | ----- |
| 2013 | Koiranen GP           | BAR | BAR | VAL | VAL | SIL | SIL | NÜR | NÜR | BUD | BUD | SPA | SPA | MNZ | MNZ | YMC | YMC |     |     | 16.º | 20     | [ 5 ] |
| 2013 | Koiranen GP           |     |     |     |     |     |     |     |     |     |     |     |     |     |     | 6   | 2   |     |     | 16.º | 20     | [ 5 ] |
| 2014 |                       | BAR | BAR | SPI | SPI | SIL | SIL | HOC | HOC | BUD | BUD | SPA | SPA | MNZ | MNZ | SOC | SOC | YMC | YMC | 2.º  | 163    | [ 6 ] |
| 2014 | Marussia Manor Racing | 7   | 1   | Ret | 10  | 10  | 18† | 5   | 4   | 9   | 8   | 1   | 9   | 5   | 1   |     |     |     |     | 2.º  | 163    | [ 6 ] |
| 2014 | Koiranen GP           |     |     |     |     |     |     |     |     |     |     |     |     |     |     | 1   | 2   | 1   | Ret | 2.º  | 163    | [ 6 ] |

### GP2 Series
(Clave) (negrita indica pole position) (cursiva indica vuelta rápida puntuable)

| Año  | Escudería | 1   | 1   | 2   | 2   | 3   | 3   | 4   | 4   | 5   | 5   | 6   | 6   | 7   | 7   | 8   | 8   | 9   | 9   | 10  | 10  | 11  | 11  | Pos. | Puntos | Ref.  |
| ---- | --------- | --- | --- | --- | --- | --- | --- | --- | --- | --- | --- | --- | --- | --- | --- | --- | --- | --- | --- | --- | --- | --- | --- | ---- | ------ | ----- |
| 2015 | Carlin    | SAK | SAK | BAR | BAR | MON | MON | SPI | SPI | SIL | SIL | BUD | BUD | SPA | SPA | MNZ | MNZ | SOC | SOC | SAK | SAK | YMC | YMC | 24.º | 1      | [ 7 ] |
| 2015 | Carlin    |     |     |     |     |     |     |     |     |     |     |     |     |     |     |     |     | 9   | 16  | 21  | 12  | Ret | C   | 24.º | 1      | [ 7 ] |

### Campeonato Mundial de Resistencia de la FIA
(Clave) (negrita indica pole position) (cursiva indica vuelta rápida)

| Año     | Escudería        | Clase | Automóvil                    | 1   | 2   | 3   | 4   | 5   | 6   | 7   | 8   | Pos. | Puntos | Ref.  |
| ------- | ---------------- | ----- | ---------------------------- | --- | --- | --- | --- | --- | --- | --- | --- | ---- | ------ | ----- |
| 2018-19 | CEFC TRSM Racing | LMP1  | Ginetta G60-LT-P1-Mecachrome | SPA | LMS | SIL | FUJ | SHA | SEB | SPA | LMS | NC   | 0      | [ 8 ] |
| 2018-19 | CEFC TRSM Racing | LMP1  | Ginetta G60-LT-P1-Mecachrome | WD  |     |     |     |     |     |     |     | NC   | 0      | [ 8 ] |